# Kenneth I
Kenneth I (Schots-Gaelisch: Coinneach mac Ailpein) (ca. 810 - Cinnbelachoir, 13 februari 858) was koning van de Picten en de Schotten. Volgens de overlevering zou hij het toenmalige Schotland in 843 hebben verenigd en zou hij de eerste koning van het koninkrijk Schotland of Alba geweest zijn.
Historisch was hij sinds 840 de vorst van Dalriada, een Schots vorstendom in de westelijke hooglanden. In 843 zou hij zich meester gemaakt hebben van de troon van de Picten op de Moot Hill in Scone en daarmee dus aan de basis gestaan hebben van het Koninkrijk Schotland. Zijn claim op de Pictische troon zou hebben berust op het gegeven dat zijn vader een Pictische prinses had gehuwd, en vererving in de vrouwelijke lijn was onder de Picten heel gewoon. Hij volgde de Pictische koning van Dalriada, Eóganan op die in de strijd tegen de Deense Vikingen in 839 was gesneuveld. Maar omdat er na Kenneth nog enkele zelfstandige Pictische koningen waren, kan niet zonder meer worden gesteld dat hij het verenigde Schotland heeft gevestigd.
Zes keer probeerde Kenneth I zonder succes de regio Lothian, waar zich ook Angelsaksen hadden gevestigd, in te lijven. In het noorden had hij te maken met plundering van zijn Pictische gebieden door de Vikingen terwijl Noorse kolonisten zich zelfs in het noorden van Schotland vestigden. Op de Stone of Scone zou hij tot Koning van Alba zijn gekroond. Hij verplaatste de relieken van Sint-Columba van Iona naar Dunkeld in 849. Kenneth overleed op 13 februari 858 in het paleis bij Cinnbelachoir, waarschijnlijk gelegen nabij Scone. De doodsoorzaak zou een tumor zijn geweest.
Zijn vader was Alpin MacEochaid, een koning van de Schotse stammen die in 834 sneuvelde tegen de Picten. Van hem zijn geen historisch betrouwbare voorouders bekend. Kenneth liet minstens twee zonen na, Constantijn I en Aedh, en twee dochters. Kenneth I werd begraven op Iona. Zijn halfbroer Donald I volgde hem op.
- Gemeinsame Normdatei: 119009234
- Virtual International Authority File: 25403330
- WorldCat: E39PBJpdMpykCwgQV3PxB4mw4q